# 馬庭站

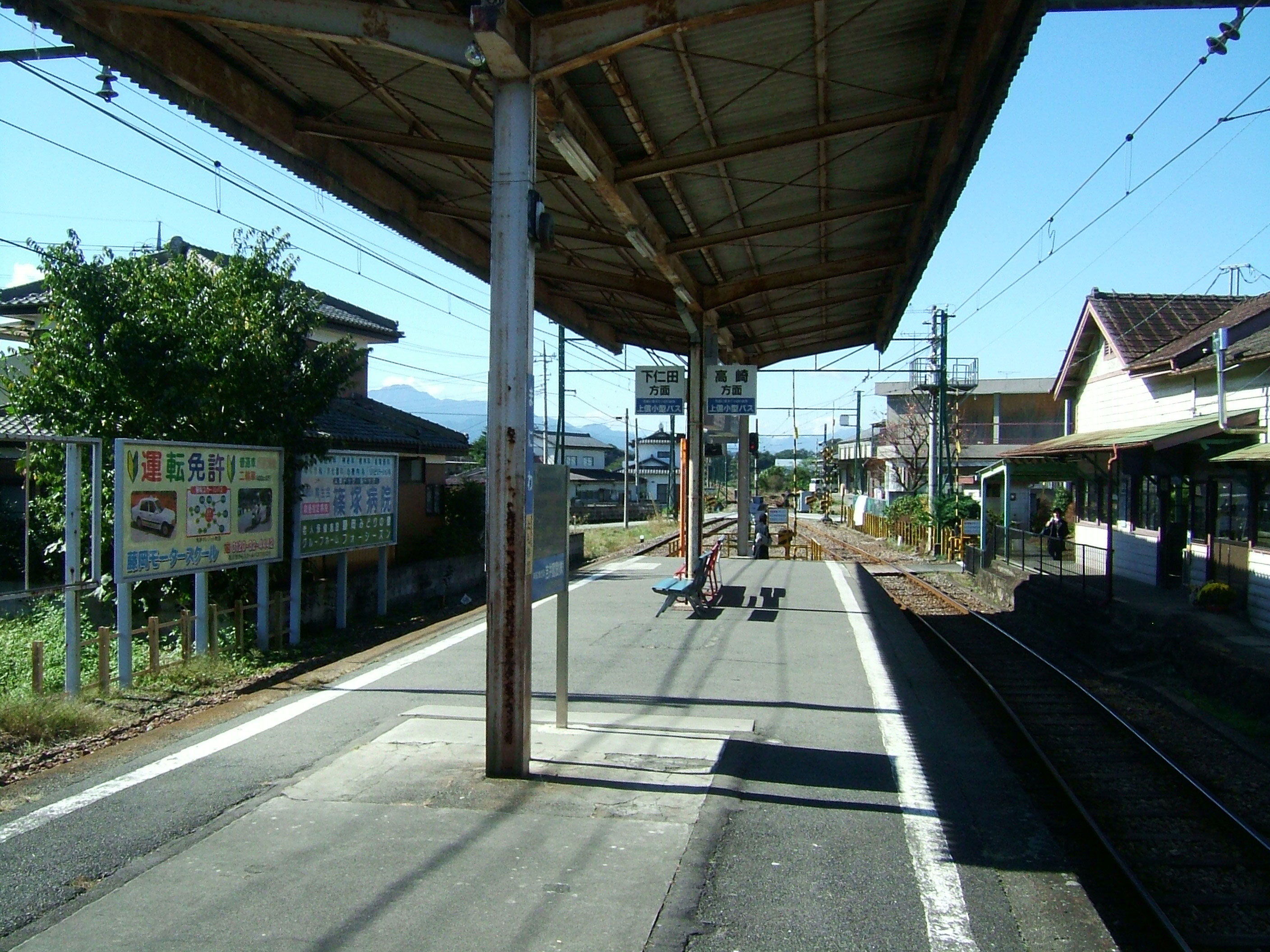
月台（2008年10月）

馬庭站（日语：／ Maniwa eki */?）是位於群馬縣高崎市吉井町馬庭191番1號，上信電鐵的上信線車站。

## 歷史
- 1897年（明治30年）5月5日：停留場啟用[1]。
- 1953年（昭和28年）1月15日：停留場升級至停車場。

## 車站構造
此站是地面車站，設有1面2線的島式月台。曾經設有自衛隊設施貨物側線。
此站是委託車站，由於鄰近縣立吉井高校，因此於上學時段設有車站職員當值。在隔週的星期六、星期日和平日日間部分時段為無人車站。
此站設有廁所，曾經為旱廁，於2012年改變為濕廁。

## 使用狀況
根據「高崎市統計季報」，在2016年度1日平均乘車人次為396人。
| 年度   | 1日平均 乘車人次 |
| ------ | ---------------- |
| 2006年 | 449              |
| 2007年 | 445              |
| 2008年 | 465              |
| 2009年 | 430              |
| 2010年 | 410              |
| 2011年 | 394              |
| 2012年 | 428              |
| 2013年 | 413              |
| 2014年 | 395              |
| 2015年 | 393              |
| 2016年 | 396              |
| 2017年 | 392              |
| 2018年 | 395              |

## 車站周邊
- 吉井馬庭簡易郵局
- 群馬縣立吉井高等學校（日语：群馬県立吉井高等学校）
- 馬庭念流（日语：馬庭念流）道場
- 多胡碑（日语：多胡碑）（步行約25分鐘）
- 群馬縣道174號下栗須馬庭停車場線

## 相鄰車站
上信電鐵
上信線
西山名－馬庭－吉井

## 注腳
1. ↑  官報指出了1910年7月5日啟用。「私設鉄道停車場設置」『官報』1910年7月15日（國立國會圖書館數碼化資料）
2. ↑  高崎市統計季報

## 外部連結
- 馬庭 | 上信電鐵株式會社 （页面存档备份，存于）（日語）